# Lena Pedersen
Pour les articles homonymes, voir Pedersen et Pederson.
Lena (Elizabeth Magdalena) Pedersen ou Lena Pederson (née en 1940) est une femme politique et travailleuse sociale canadienne d'abord des Territoires du Nord-Ouest puis du Nunavut. À la suite des élections de 1970 (en), elle est la première femme élue à siéger à l'Assemblée législative des Territoires du Nord-Ouest.
Pedersen ne sera pas la première femme à se présenter à une élection, les femmes ténoises pouvant briguer les suffrages dès 1951.

## Biographie
Née au Groenland, sa famille s'installe à Coppermine (aujourd'hui Kugluktuk) en 1959 et ensuite à Pangnirtung, Rae (aujourd'hui Behchokǫ̀) et finalement à Cape Dorset où elle participe à une boutique d'artisanat de la Arctic Co-operatives Limited (en).
En 1999, elle est nommée par le premier ministre du Nunavut, Paul Okalik, à la Nunavut's Law Review Commission. Peu avant sa nomination, elle travaillait en tant que membre du conseil de la Inuit Tapiriit Kanatami, ainsi qu'à la Coporation d'habitation des Territoires du Nord-Ouest et comme coordonnatrice d'un programme concernant la drogue et l'alcool dans la communauté de Kugluktuk.
Tentant de se présenter lors des élections ténoises de 2003 (en) dans la circonscription de Yellowknife Centre (en), elle finit dernière d'une course à sept candidats.